# Plumbon Gambang
Plumbon Gambang is een bestuurslaag in het regentschap Jombang van de provincie Oost-Java, Indonesië. Plumbon Gambang telt 2956 inwoners (volkstelling 2010).